# Tai Mo Shan

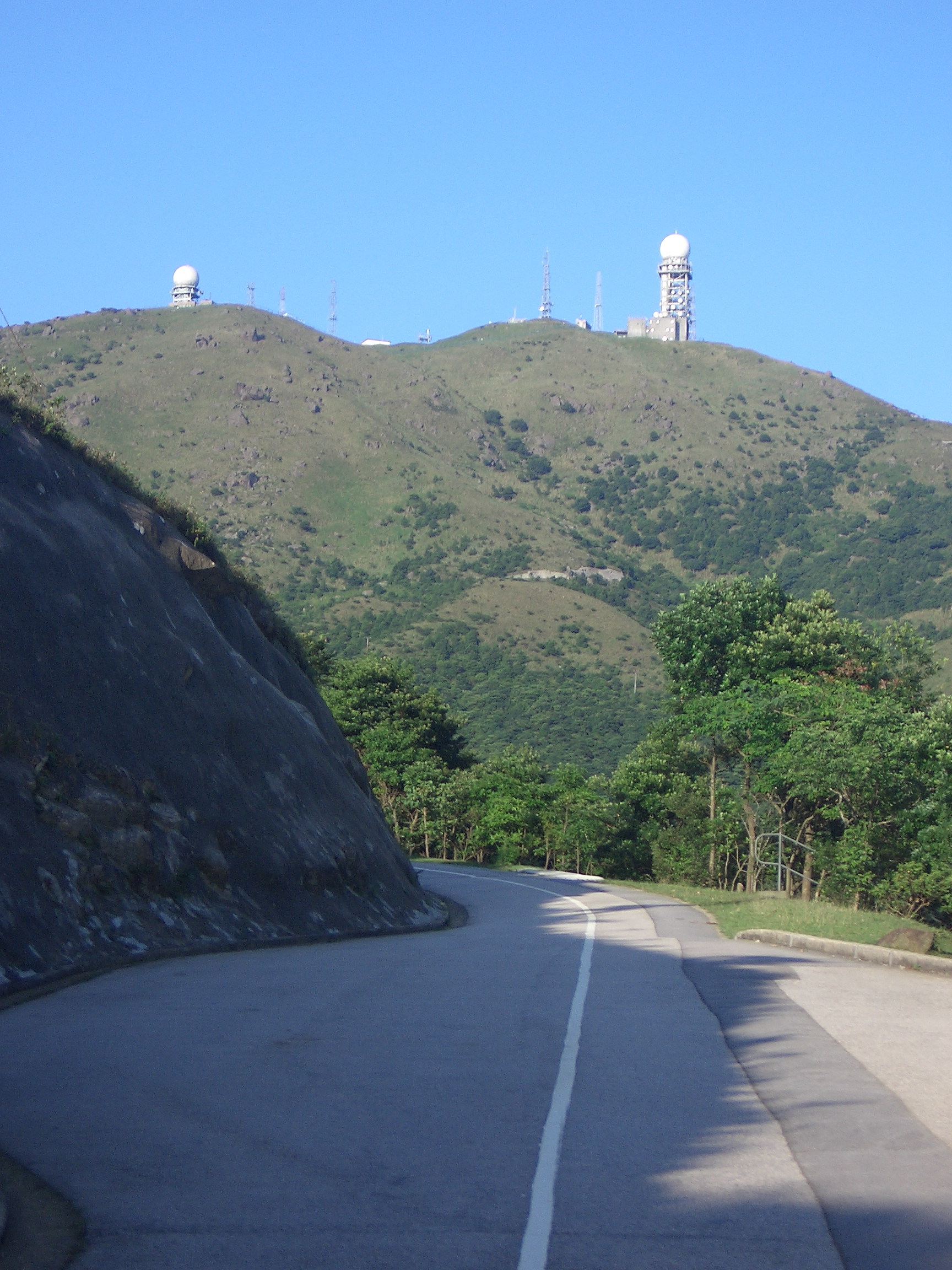
La carretera de Tai Mo Shan, y la cumbre de Tai Mo Shan en la distancia.

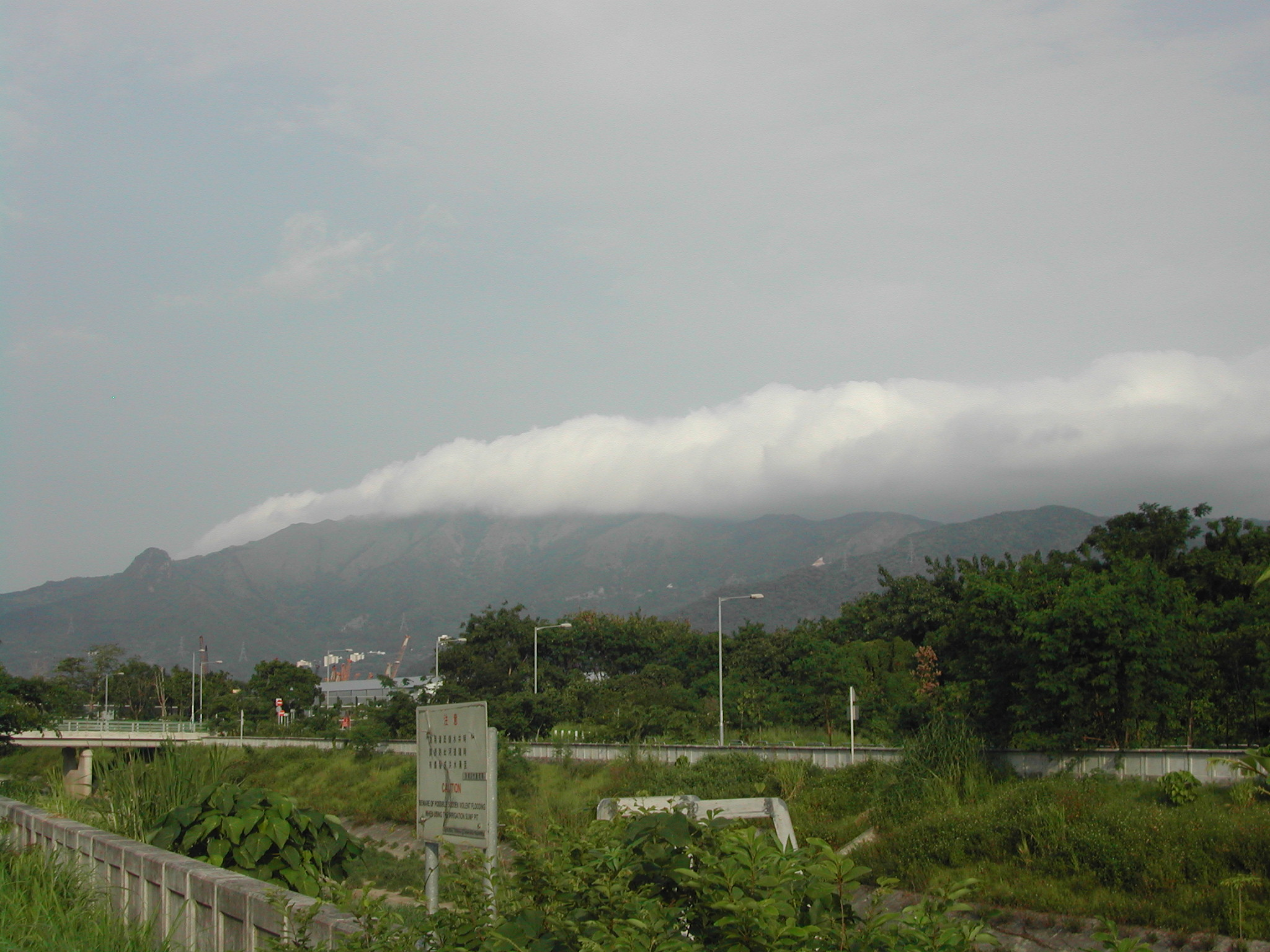
Tai Mo Shan tapado por la neblina.

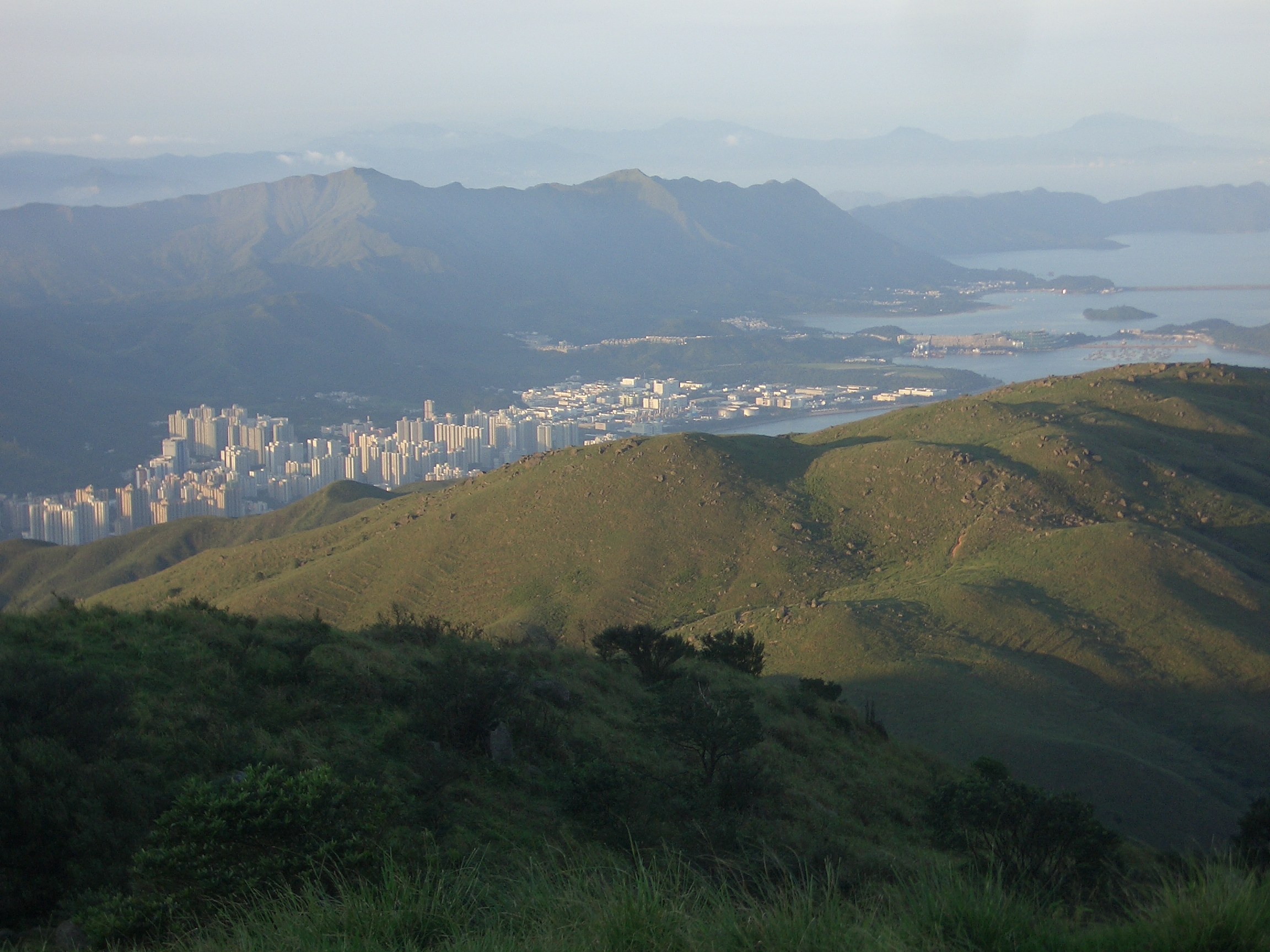
Tai Po, visto desde la cima de Tai Mo Shan. Parte del sendero MacLehose se puede ver en la cresta de la montaña a la derecha.

Tai Mo Shan (en chino tradicional, 大帽山: en chino tradicional, 大帽山) es la cumbre más alta de Hong Kong, con una elevación de 957 metros. Es también la cumbre costera más alta en el sur de China y la segunda cumbre costera más alta en China después del Monte Lao, y ubicado aproximadamente en el centro geográfico de los Nuevos Territorios.
El Parque Nacional Tai Mo Shan cubre un área de 14,40 km² alrededor de Tai Mo Shan. Está localizado al norte del parque nacional Tai Lam. Es conocido por tener las cascadas Long Falls, que con 35 metros son las más altas de Hong Kong.

## Geografía
La totalidad de la cordillera de Tai Mo Shan, conocida como Monte Guang Fu (官富山, nombrado por el campo de sal Kwun Fu Cheung (官富場) hoy en día la Bahía Kowloon) en las dinastías Ming y Qing, cubre más de 350 km cuadrados, desde el Embalse Tai Lam Chung al oeste cerca de Tuen Mun y Ma On Shan al este y las montañas de Kowloon y la Bahía Clear Water al sur. Otras dos significativas cumbres costeras, el Pico Lantau (934m) en la Isla Lantau y Monte Wutong en Shenzhen (943,7m) están aproximadamente 27 km al suroeste y 21,5 km al nordeste respectivamente.

## Geología
Tai Mo Shan es un volcán extinto que data del periodo Jurásico. Un cerro pequeño llamado "Kwun Yum Shan" cercano a la montaña todavía libera aire tibio a través de las grietas en las rocas que procede del manto. Los agujeros que exhalan el aire tibio son conocidos como "ollas calientes" (hot pots). Cuándo la temperatura de la superficie es fría, y el calor del aire expulsado es claramente discernible, se produce un fenómeno conocido por los lugareños como "la respiración del dragón". Si la temperatura de aire en la cumbre es de 6 °C, entonces el aire que emerge del interior de Kwun Yum Shan está entre 13 y 21 °C. Estos "hot pots" son restos de los respiraderos sobrecalentados del volcán activo. Las rocas volcánicas del área son principalmente toba de cristal de ceniza gruesa.

## Clima
Bajo la clasificación climática de Köppen, Tai Mo Shan presenta un clima subtropical húmedo (Cwa), limítrofe a un clima de montaña subtropical (Cwb). Debido a la altura de la montaña, Tai Mo Shan es el área más brumosa de Hong Kong, ya que está a menudo cubierta en nubes. En verano se cubre frecuentemente con cúmulos, especialmente en días lluviosos, y en invierno por estratos y niebla, que a menudo cubren la cumbre. No es extraño que las temperaturas puedan caer bajo el punto de congelación durante el invierno.
| Datos climáticos de Tai Mo Shan (1997–2016) | Datos climáticos de Tai Mo Shan (1997–2016) | Datos climáticos de Tai Mo Shan (1997–2016) | Datos climáticos de Tai Mo Shan (1997–2016) | Datos climáticos de Tai Mo Shan (1997–2016) | Datos climáticos de Tai Mo Shan (1997–2016) | Datos climáticos de Tai Mo Shan (1997–2016) | Datos climáticos de Tai Mo Shan (1997–2016) | Datos climáticos de Tai Mo Shan (1997–2016) | Datos climáticos de Tai Mo Shan (1997–2016) | Datos climáticos de Tai Mo Shan (1997–2016) | Datos climáticos de Tai Mo Shan (1997–2016) | Datos climáticos de Tai Mo Shan (1997–2016) | Datos climáticos de Tai Mo Shan (1997–2016) |
| Mes                                         | Ene                                         | Feb                                         | Mar                                         | Abr                                         | mayo                                        | Jun                                         | Jul                                         | Ago                                         | Sep                                         | Oct                                         | Nov                                         | Dic                                         | Año                                         |
| ------------------------------------------- | ------------------------------------------- | ------------------------------------------- | ------------------------------------------- | ------------------------------------------- | ------------------------------------------- | ------------------------------------------- | ------------------------------------------- | ------------------------------------------- | ------------------------------------------- | ------------------------------------------- | ------------------------------------------- | ------------------------------------------- | ------------------------------------------- |
| Temp. máx. abs °C                           | 21.5                                        | 23.2                                        | 24.2                                        | 27.4                                        | 27.1                                        | 28.9                                        | 28.8                                        | 29.4                                        | 28.0                                        | 26.6                                        | 25.2                                        | 23.7                                        | 29.4                                        |
| Temp. máx. media °C                         | 13.7                                        | 15.0                                        | 16.9                                        | 19.8                                        | 22.1                                        | 23.5                                        | 24.3                                        | 24.6                                        | 23.6                                        | 21.3                                        | 18.2                                        | 14.7                                        | 19.8                                        |
| Temp. media °C                              | 10.4                                        | 11.8                                        | 14.1                                        | 17.4                                        | 20.0                                        | 21.6                                        | 22.2                                        | 22.2                                        | 21.0                                        | 18.5                                        | 15.3                                        | 11.4                                        | 17.2                                        |
| Temp. mín. media °C                         | 7.7                                         | 9.2                                         | 11.7                                        | 15.3                                        | 18.2                                        | 20.0                                        | 20.4                                        | 20.4                                        | 19.3                                        | 16.6                                        | 13.0                                        | 8.8                                         | 15.1                                        |
| Temp. mín. abs. °C                          | −6.0                                        | −1.8                                        | −2.0                                        | 5.6                                         | 9.3                                         | 14.0                                        | 16.8                                        | 18.1                                        | 13.3                                        | 5.7                                         | −0.3                                        | −3.3                                        | −6.0                                        |
| Precipitación media mm                      | 43.1                                        | 41.7                                        | 86.4                                        | 161.6                                       | 358.7                                       | 507.7                                       | 406.7                                       | 371.6                                       | 289.0                                       | 99.8                                        | 36.8                                        | 28.2                                        | 2431.3                                      |
| Días de precipitaciones (≥ 0.5 mm)          | 12.0                                        | 14.5                                        | 18.3                                        | 20.9                                        | 23.0                                        | 23.4                                        | 22.9                                        | 18.9                                        | 17.2                                        | 12.5                                        | 10.4                                        | 8.5                                         | 202.5                                       |
| Humedad relativa (%)                        | 83                                          | 89                                          | 91                                          | 93                                          | 95                                          | 96                                          | 95                                          | 93                                          | 91                                          | 88                                          | 84                                          | 78                                          | 89                                          |
| Fuente: Observatorio de Hong Kong           |                                             |                                             |                                             |                                             |                                             |                                             |                                             |                                             |                                             |                                             |                                             |                                             |                                             |

## Vegetación
Antiguamente, Tai Mo Shan era famoso por un tipo de té verde, llamado nube o neblina, el cual creció en estado salvaje en la ladera de la montaña. Ocasionalmente, todavía se pueden ver a las personas locales eligiendo los brotes de té para preparar el té verde.
Se han documentado más de 1.500 especies de plantas en Tai Mo Shan incluyendo 27 especies de orquídeas salvajes nativas, el Lirio Chino protegido (Lilium brownii) el cual crece principalmente en el lado este de la montaña, 24 especies de helechos nativos, incluyendo 4 tipos de helechos de árbol, 19 especies de hierbas nativas, y 7 especies de bambúes nativos. La Camellia sinensis var. waldenae (anteriormente Camellia waldenae) también se puede encontrar en la montaña.
Unos cuantos tipos de orquídeas salvajes también crecen en los arroyos de Tai Mo Shan incluyendo la orquídea china pholidota, la orquídea más común de Hong Kong, y la orquídea de bambú, llamada así debido a una raíz peculiar que parece bambú, que también crece en las corrientes de Tai Mo Shan.
Durante la ocupación japonesa de Hong Kong en la Segunda Guerra Mundial, la mayoría de los árboles en el parque fueron talados y después de la guerra se llevó a cabo una reforestación extensiva. Los árboles plantados son mayoritariamente no nativos como el Pinus massoniana, la Acacia confusa, el Lophostemon confertus, y el árbol de corteza del papel. El área se ha convertido en una de las plantaciones de bosque más importantes de Hong Kong.

## Fauna
La fauna local comprende pájaros, culebras y mariposas. hay también cangrejos de agua dulce, perros salvajes, gatos salvajes, bueyes y jabalíes.

## Historia
En 1986, un incendio que duró 34 horas destruyó 282.500 árboles en Shing Mun y Tai Mo Shan y destrozó 7,40 km² de campo.

## Acceso
Es bastante fácil ir de excursión a la cumbre ya que  hay una carretera hasta arriba con un gradiente cómodo. Los visitantes no pueden acceder al punto más alto de Tai Mo Shan, debido a que está ocupado por una estación meteorológica del Observatorio de Hong Kong (ex-RAF). En julio de 2014 se informó que la estación además alberga instalaciones del Ejército Popular de Liberación.